# Zonas ocupadas pelos Aliados na Alemanha
Após a derrota da Alemanha nazista na Segunda Guerra Mundial, os vitoriosos Aliados afirmaram a sua autoridade sobre todo o território do Terceiro Reich que ficava a leste da linha Oder-Neisse, tendo formalmente abolido o governo de Adolf Hitler (ver Declaração de Berlim). As quatro potências dividiram a Alemanha em quatro zonas de ocupação para fins administrativos. Esta divisão foi ratificada na Conferência de Potsdam (17 de julho-2 de agosto 1945).
No outono de 1944, o Estados Unidos, o Reino Unido e a União Soviética tinham acordado as zonas pelo Protocolo de Londres. As potências aprovaram o eventual destacamento de grande parte dos territórios orientais alemães, situados a leste da linha Oder-Neisse; Final Tratado de Paz alemão contemplado iria determinar as linhas de fronteira polaco-alemã e USSR-poloneses para os antigos territórios alemães.
O Tratado de Paz Final alemão resultaria no "deslocamento para o oeste" das fronteiras da Polônia de volta a aproximadamente como eram antes de 1722. Nas semanas finais da luta na Europa, as forças dos Estados Unidos ocuparam além dos limites acordados para as futuras zonas de ocupação, em alguns lugares até 320 km além do estabelecido nas negociações. A chamada "linha de contato" entre as forças soviéticas e estadunidense no fim das hostilidades (a maior parte a leste da fronteira interna alemã estabelecida em julho de 1945) era temporária.
Depois de dois meses em que haviam ocupado áreas que tinham sido atribuídas à Zona Soviética, as forças estadunidenses se retiraram nos primeiros dias de julho de 1945. Alguns concluíram que este foi um movimento crucial que convenceu a União Soviética a permitir que as forças britânicas, francesas e estadunidenses entrassem em seus setores designados em Berlim, o que ocorreu mais ou menos na mesma época (julho de 1945), embora a necessidade de coleta de informações (ver Operação Paperclip) também fosse um fator relevante.

## Territórios anexados pela Alemanha
Todos os territórios invadidos e anexados pela Alemanha Nazista que pertenciam a Áustria e a Checoslováquia foram devolvidos aos seus respectivos países.  O Território de Memel que antes da guerra pertencia a Lituânia foi anexado pela União Soviética em 1945 e se tornou parte da República Socialista Soviética da Lituânia. Os territórios invadidos pela Alemanha na Bélgica, França, Luxemburgo, Polónia e Jugoslávia também foram devolvidos a seus países.

## Zonas de ocupação

### Estadunidense

Territórios perdidos pela Alemanha entre 1919 e 1945

A zona americana de ocupação na Alemanha consistia na Baviera e Hesse no Sul da Alemanha, e porções do norte do atual estado de Baden-Württemberg. O porto de Bremen (no baixo Rio Weser) e Bremerhaven (na foz do rio Weser no Mar do Norte) também estiveram sob comando americano devido a pedidos de apoio no Norte da Alemanha. A sede do governo americano era em um complexo de edifícios em Frankfurt am Main.[carece de fontes?]
Iniciando em maio de 1945, várias tropas de combate americanas e aeronautas foram mandadas de volta para os Estados Unidos com base em seu desempenho na guerra. Muitos oficiais experientes e suboficiais foram selecionados para serem mandados para Teatro de Operações do Pacífico para a Operação Downfall (uma possível invasão ao Japão) que acabou não acontecendo devido a sua rendição, porém, muitos dos soldados que prestaram o maior tempo de combate foram dispensados ao retornarem para casa. Depois da rendição japonesa, que aceitou a Declaração de Potsdam, grande parte dos soldados se aposentaram. A rendição japonesa encerrou oficialmente as hostilidades da guerra do Pacífico, porém os combates dentro do palco do Pacífico haviam terminados algumas semanas antes.[carece de fontes?]

### Britânica

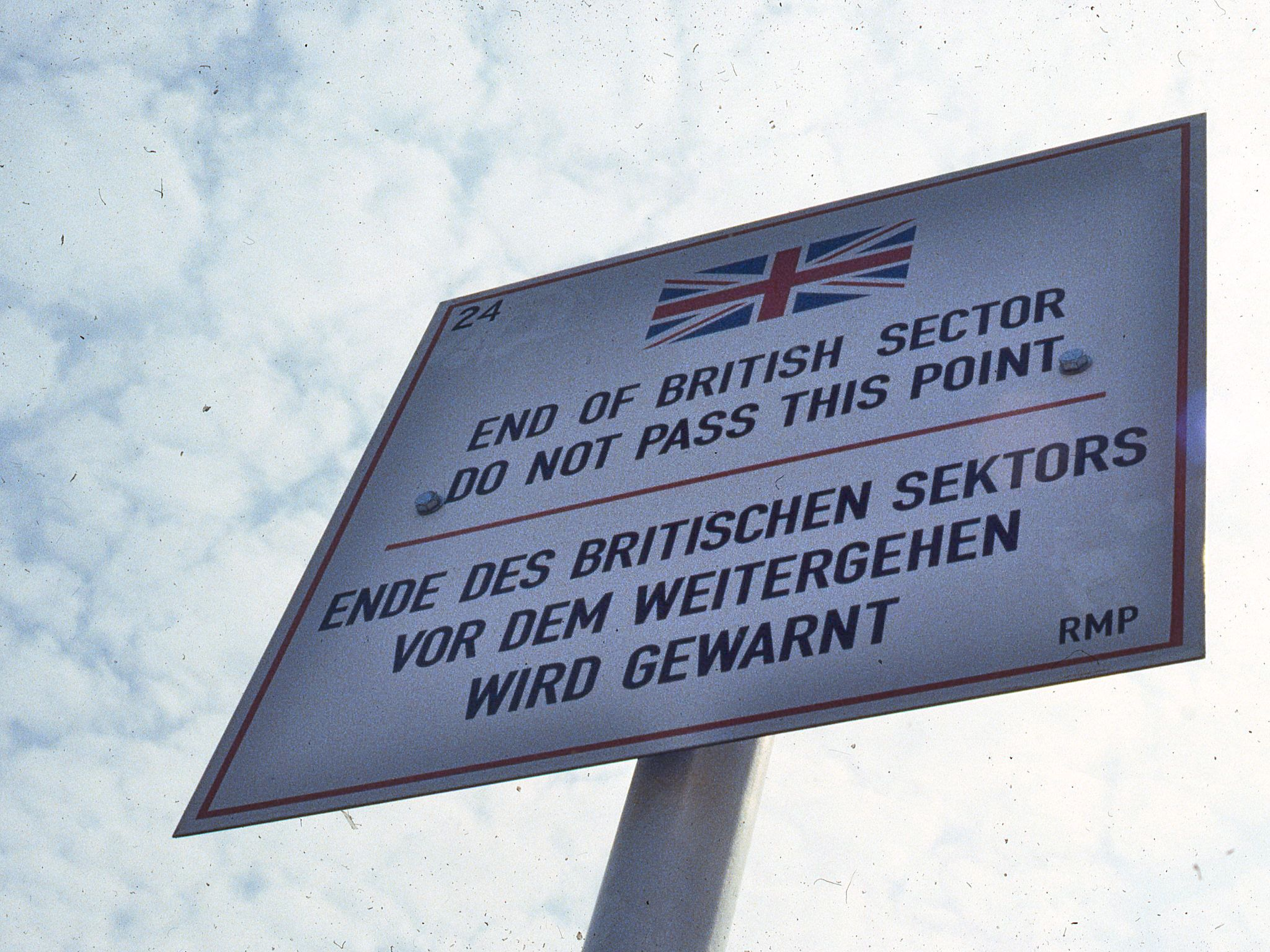
Placa delimitando o setor britânico da ocupação de Berlim, 1984.

O Exército do Canadá estava preso nos Países Baixos, até que os alemães se renderam em 5 de maio de 1945, dois dias antes da rendição final das Wehrmacht na Europa ocidental ao geral Dwight D. Eisenhower. Após a libertação dos Países baixos e a conquista do norte da Alemanha pelo Exército Britânico, o Exército Canadense se retirou da Alemanha, deixando a área para a o Exército Britânico e (nas regiões de Bremen e Bremerhaven.[carece de fontes?]

### Francesa
Apesar de ser uma das potências aliadas, a República Francesa não recebeu inicialmente uma zona de ocupação na Alemanha. Mais tarde, porém, os governos britânico e estadunidense reconheceram o papel da França durante a guerra e concordaram em ceder algumas partes ocidentais de suas zonas de ocupação ao exército francês.] Em abril e maio de 1945, o 1.º Exército francês capturou Karlsruhe e Stuttgart, além de ter conquistado um território que se estendia até o Ninho da Águia de Hitler e a parte mais ocidental da Áustria. Em julho, os franceses renunciaram a Stuttgart para os norte-americanos e, em troca, receberam o controle de cidades a oeste do Reno, como Mainz e Koblenz.

### Soviética
A zona de ocupação soviética incorporou a Turíngia, Saxônia, Saxônia-Anhalt, Brandemburgo e Mecklenburg-Vorpommern. A Administração Militar Soviética na Alemanha estava sediada em Berlim-Karlshorst.

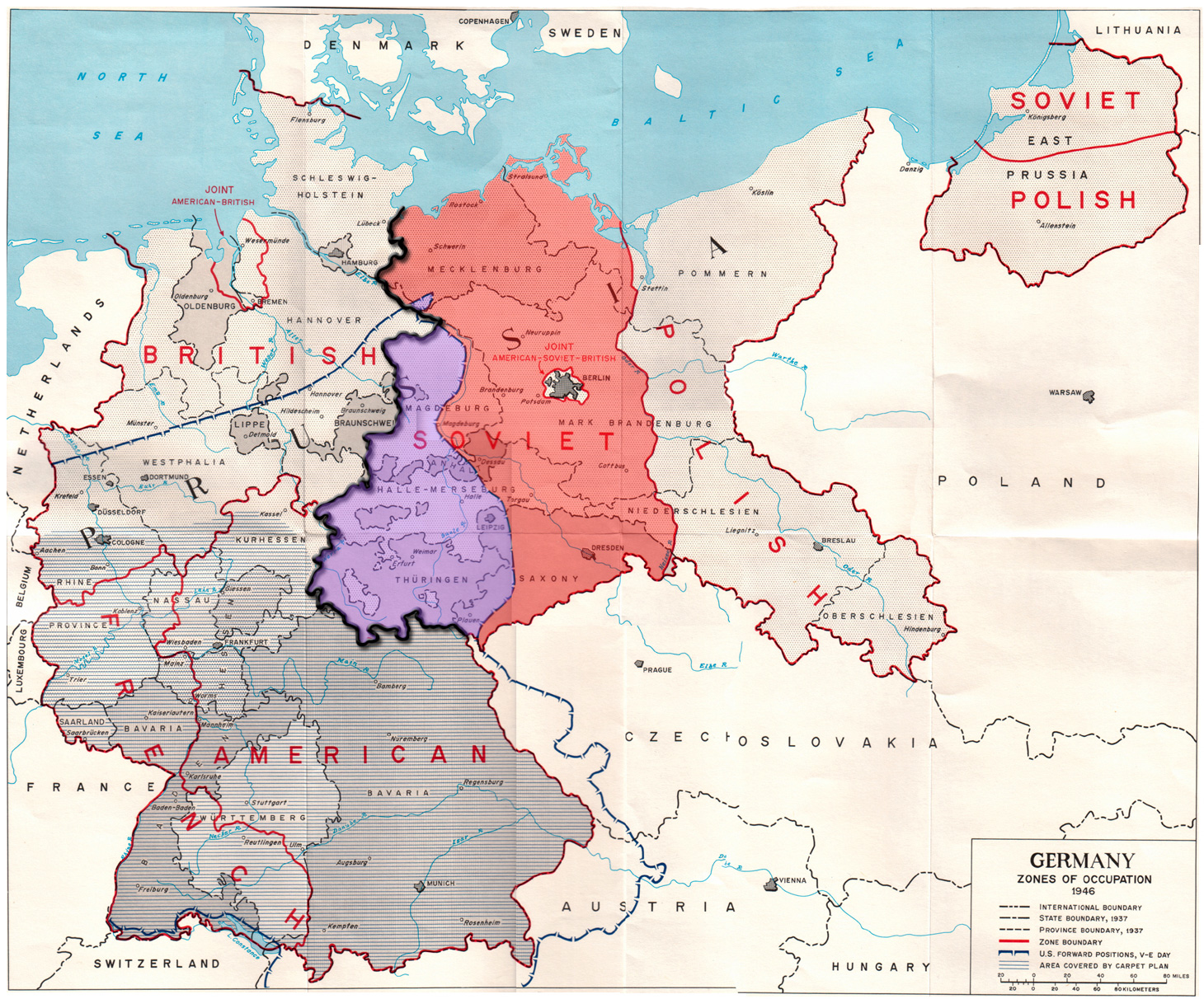
As zonas aliadas na Alemanha pós-guerra. O vermelho representa a zona Soviética, o traço preto representa a fronteira entre a Alemanha Oriental e a Alemanha Ocidental. A zona violeta representa as regiões das quais o exército Americano retirou-se. As fronteiras representam em grande parte, as dos estados no pré-guerra.